# 凤凰传媒
凤凰传媒，全名江苏凤凰出版传媒股份有限公司（上交所：601928）是一家位於中國大陸江蘇省南京市的上市公司，公司主要業務是出版和電子遊戲。公司營收在2022年中國大陸28家上市出版公司中為最高。

## 業務

### 圖書出版及發行業務
鳳凰傳媒前身是1999年4月成立的江苏省新华书店集团有限公司，由江苏省新华书店改制設立，負責管理江蘇省內國營出版事業單位。2009年6月30日改組為江苏凤凰新华书业股份有限公司。2010年12月18日更名江苏凤凰出版传媒股份有限公司上市，並繼承了凤凰出版传媒集团所有出版和發行相關資產。旗下江苏人民出版社、江苏科学技术出版社、江苏教育出版社、江苏少年儿童出版社、江苏美术出版社和译林出版社是國家一級出版社，鳳凰傳媒是中國首個跨省展開業務的出版公司，前身在2008年與海南新華書店集團合資成立海南凤凰新华发行有限责任公司，2012年改組為海南凤凰新华出版发行有限责任公司。2012年4月，鳳凰傳媒在英國開設首個中國海外子公司凤凰传媒国际伦敦有限公司。2014年7月29日，鳳凰傳媒以8000萬美元收購美國的出版国际公司童書業務及相關子公司。

### 資訊科技業務
2012年4月11日，鳳凰傳媒在南京建設凤凰云计算中心，中心在2014年8月獲得互联网数据中心和互联网服务提供商營運執照，建成時為當年華東最大、中國第三大的云计算中心，云计算中心由鳳凰傳媒子公司江苏凤凰数据有限公司負責營運，經營「凤凰云」品牌。2019年3月，鳳凰傳媒和凤凰出版传媒集团（鳳凰集團）聯合成立江苏彩云软件科技有限公司負責新港数据中心项目，該数据中心位於南京市栖霞区，2021年年中完成第一期工程。
2023年4月20日，鳳凰傳媒和中國移動簽訂《战略合作协议》，雙方將在5G、大数据、云计算等領域展開合作，同時鳳凰集團也出售鳳凰傳媒10%股份給中國移動旗下子公司中移投资。

### 電子遊戲業務
2011年凤凰传媒收購游侠网，以用作遊戲發行和宣傳平台，2012年4月凤凰传媒旗下子公司凤凰数媒成立杭州凤侠以負責遊戲業務和游侠网的營運。2013年8月22日，鳳凰傳媒表示將以3.1億人民幣收購手機遊戲開發商慕和网络64%股權，正式開展電子遊戲業務。同年9月9日宣佈以2.7億人民幣收購上海都玩55%股權。年末凤凰集团董事長陈海燕接受《出版人》採訪時表示遊戲屬於數位出版，鳳凰傳媒發展遊戲業務是為了數字化轉型，他認為中國遊戲產業的發展迅速，傳統出版企業應該積極參與。2014年6月，鳳凰傳媒表示上海都玩沒有遵守股權轉讓協議中止收購，同時讓慕和网络成立游戏产业创投基金。2014年3月鳳凰傳媒收購3DMGAME，2015年上半年，鳳凰傳媒憑藉3DM和游侠网作為銷售渠道，佔據了中國大陸單機遊戲七成五的市場佔有率。